# David Hannerberg
Carl David Hannerberg (ursprungligen Pettersson), född den 29 juli 1900 i Vintrosa församling, Örebro län, död den 12 juni 1981 i Vallentuna församling, Stockholms län, var en svensk geograf. 
Hannerberg avlade filosofie licentiatexamen i Göteborg 1937 samt promoverades till filosofie doktor och blev docent i geografi 1941. Han blev adjunkt vid högre allmänna läroverket för flickor i Göteborg 1933, lektor vid Vasa högre allmänna läroverk 1947, professor i geografi, särskilt kulturgeografi med ekonomisk geografi vid Lunds universitet 1950 och professor i samma ämne vid Stockholms universitet 1956. Hannerberg blev emeritus 1968 och tilldelades Anders Retzius medalj i guld 1969. Han blev ledamot av Humanistiska Vetenskapssamfundet i Lund 1951, Samfundet för utgivande av handskrifter rörande Skandinaviens historia 1952, Gustav Adolfs Akademien 1957 och av Vitterhetsakademien 1959.